# Vasily Polenov
Vassili Dmitrievich Polenov (em russo: Василий Дмитриевич Поленов), (20 de maio de 1844 (1 de junho de 1844 no calendário gregoriano) em São Petersburgo – 18 de julho de 1927 em Polenovo, perto de Tarusa), é um pintor russo que pertenceu ao Movimento realista dos Ambulantes, cujas obras estão agora preservadas em Moscovo e São Petersburgo.Em 1926 ele recebeu o título honorário de Artista do Povo da URSS. Chamado por seus contemporâneos de "Cavaleiro da Beleza", ele personificava tanto uma cultura ocidental adquirida durante seus anos na Europa quanto uma herança russa aristocrática, sendo um  
conhecedor da história e das origens de sua nação.   

## Infância e família

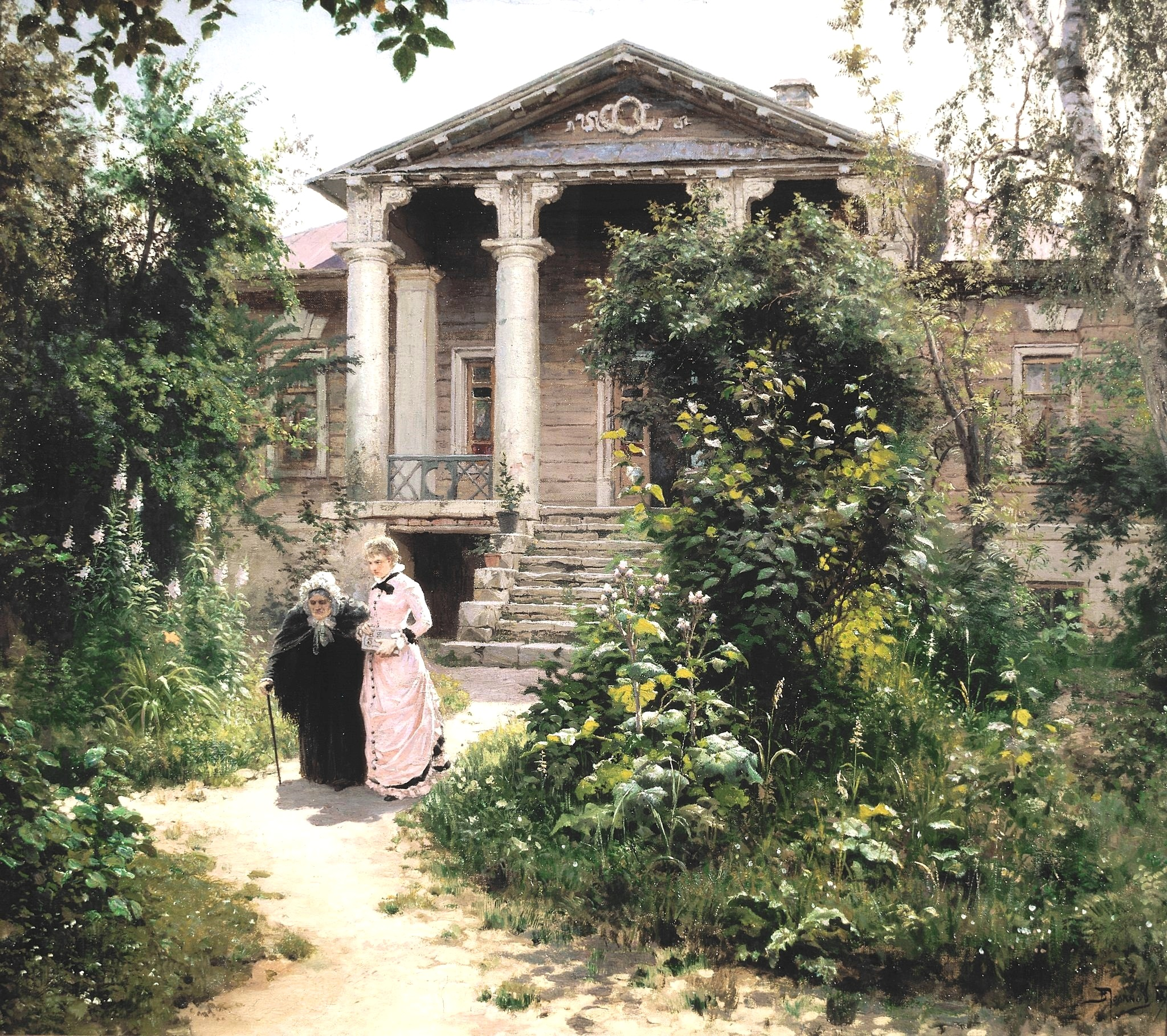
Бабушкин сад:O jardim da avó (1878)

Vassili Polenov nasceu em 1844 numa família humanista, erudita e amante das artes. Originalmente da região de São Petersburgo, os Polenovs são descendentes da antiga nobreza russa. Através das gerações, essas qualidades intelectuais e artísticas foram transmitidas: curiosidade e sede de conhecimento, prática e paixão pela música, desenho e pintura, a importância da pedagogia. O bisavô dele, o Alexei Polenov (1738-1816), pensador e jurista, defendeu a supressão da servidão e lutou para a alfabetização do povo. 100 anos antes de sua abolição definitiva por uma decisão do Alexandre II em 1861, ele escreveu um ensaio com o lema "bons costumes são melhores do que boas leis". O pai do pintor, o Dmitri Polenov (1806-1872) era um arqueólogo, bibliógrafo e grande amante da arte. Ele fazia parte da Academia de Ciências e se tornou secretário da missão russa em Atenas por três anos. Ele freqüentou artistas de sua época, como o pintor Karl Briullov e o arquiteto Roman Kuzmin, todos apaixonados pela riqueza da antiguidade. A mãe,a Maria Polenova, nascida Voeikova (1816-1895), era autora de um livro infantil de sucesso, Verao em Tsarskoye Selo (1852), que ela mesma ilustrou. Várias reedições terão lugar ao longo do tempo com ilustrações de seus filhos o Vassili e a Elena. Neste livro, do qual resta apenas uma edição nos arquivos da Casa-Museu Polenovo, descobrimos uma família modelo e crianças respeitosas, curiosas e educadas. A Maria Polenova também era uma pintora-retratista e segue os rumos de um discípulo do Briullov. Sua própria mãe, a Vera Voeikova (1792-1873) e o Nikolay Lvov (1751-1803) foram uma grande fonte de inspiração e boa educação para as crianças. Após a morte de seus pais, a Vera foi educada pela esposa do poeta Gavrila Derjavine (1743-1816) e cresceu com contos folclóricos russos, e também com aulas de francês. O marido dela, o Alexei Voekov (1778-1825), avô paterno do Vasili Polenov, era um general de divisão e herói da guerra contra o exército napoleônico. 

A infância do pintor aconteceu em grande parte na propriedade da família de Imotchentsy, Karelia, perto da fronteira com a Finlândia. Esta região conhecida por seus grandes lagos e sua espetacular flora nutriu o fascínio da família pela natureza. O Vasili é o mais velho com sua irmã gêmea a Vera (1844-1881), de uma familia de cinco filhos (Alexey, 1845-1918, Constantine, 1848-1917, Elena, 1850-1898).

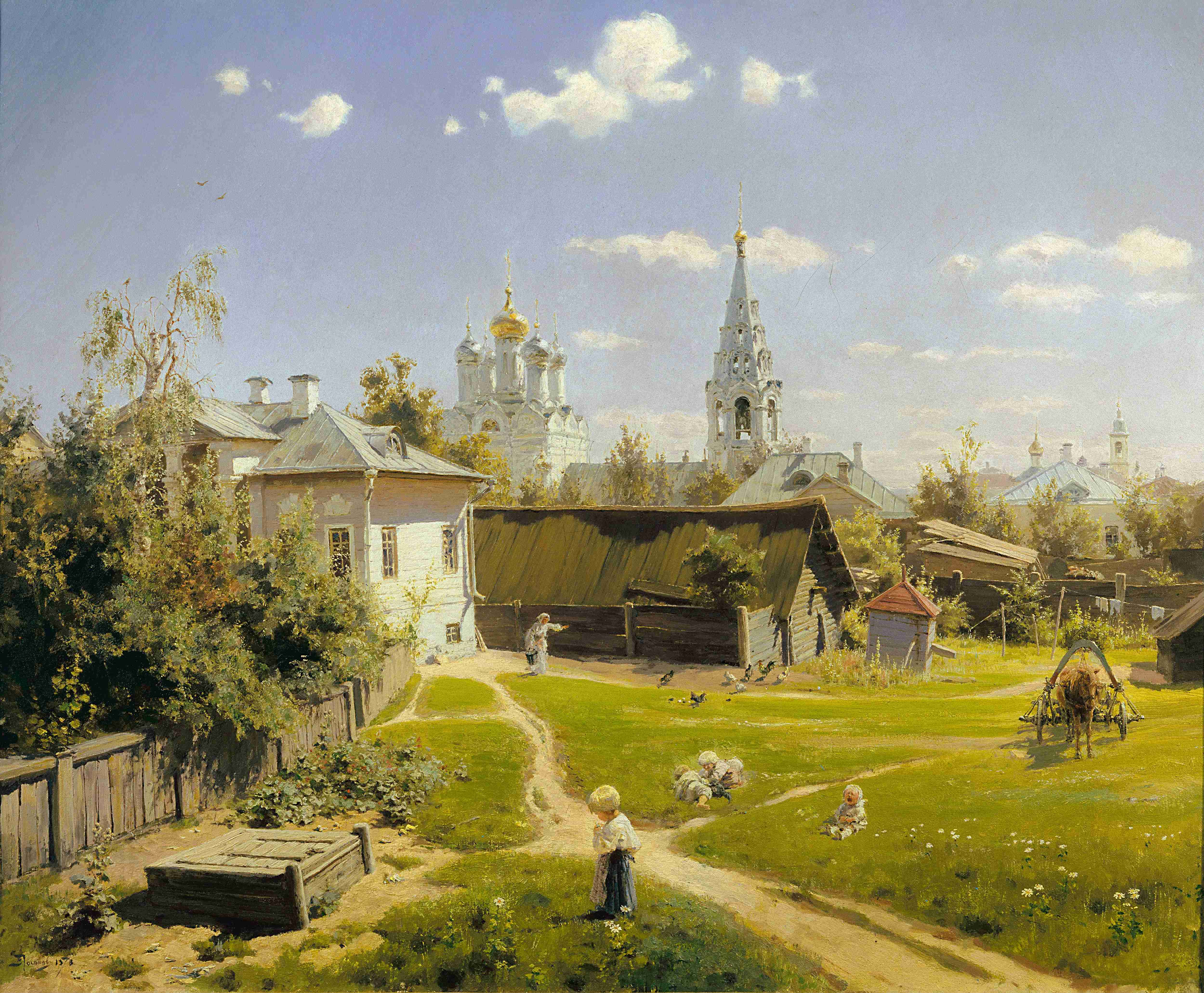
Pintura de Polenov retratando uma paisagem tradicional russa (1878).

## Anos de estudo
Em 1860, o Dmitri Polenov, o pai arqueólogo do artista, fez uma ótima viagem com os seus três filhos nas cidades históricas do norte da Rússia. Eles visitaram Moscovo, Novgorod, Vladimir e Suzdal. Durante esta viagem, o Vassili, de 16 anos, é incentivado por seu pai a esboçar as ruínas e antiguidades que eles descobrem, assim, ele começa a desenvolver seu talento artístico. O Vassili freqüentou o curso do Pavel Chistiakov, entre 1863 e 1871, na Academia Imperial de Belas Artes, onde ele conheceu o Ilia Repin, que faz parte da mesma promoção do que ele. Além de seu currículo artístico, o Vassili realizou uma formação jurídica na Universidade de São Petersburgo onde obteve um doutorado em direito. Através deste treinamento dual, ele continua a tradição dos homens família, afirmando seu desejo de se tornar um homem culto, além do artista.
Sendo uns dos melhores alunos da Academia Imperial de Belas Artes, ele recebeu a grande medalha de ouro por sua pintura A Ressurreição da Menina Jairiana (1871, Museu da Academia de Belas Artes, São Petersburgo). Este trabalho permitiu-lhe abordar pela primeira vez num ambiente académico a representação de Cristo, tema para o qual o jovem artista tinha um profundo interesse. O preço que ele recebeu por essa pintura permitiu que ele, junto com os outros laureados, se tornasse pensionistas fora da Russia, com os gastos cobertos pelo Estado. No final do verão de 1872, o Vassili Polenov cruzou a Alemanha e a Suíça antes de se estabelecer em Veneza e na Roma no ano seguinte. Sua estadia na Itália não o estimulou, ele não tinha inspiração e trabalhou muito pouco. No entanto, ele fará dois grandes encontros em sua vida nesse periodo, o que marcará seu trabalho. Na “Cidade Eterna", ele se apaixonou pela jovem Maroussia Obolenskaya que morreu de sarampo tragicamente no mesmo ano. No entanto, Roma é também palco de um encontro frutífero e emocionante: o Savva Mamontov (1841-1918), um rico empreendedor, amante das artes e patrona. Juntos, na Itália, planejaram criar um círculo de artistas multidisciplinares. A propriedade do Mamontov em Abramtsevo parecia ser o local ideal para montar estúdios de artistas e um teatro.
É também na Itália que se confirma a sua paixão e admiração pelo pintor Paolo Veronese (1528-1588), um grande colorista do periodo de ouro veneziano. O Vassili Polenov dirá dele: "Ele tem algo atraente, o que o faz amar sua arte; sentimos o gosto da vida nas pessoas que ele pinta ". Ele também irá adquirir um de seus esboços, A luta de Jacob com o anjo, que ele guardará mais tarde na biblioteca da casa-museu.
A segunda grande etapa de sua estadia na Europa será na França, Paris e na Normandia. É em Montmartre, na rue Blanche, 72 e, na rue Véron, 13, que ele estabelecerá o ateliê dele no outono de 1973. Em Paris, ele atendeu os encontros do Alexei Bogolyubov (1824-1896), pintor oficial da Marinha russa, mas também encarregado da orientação dos jovens pensionistas da Academia Imperial na França. Ele desempenha um papel vital nas carreiras de jovens artistas porque cuidava de encontrá-los clientes e os apresenta aos círculos restritos do mundo artístico parisiense. Toda terça-feira, o preceptor organizava oficinas de cerâmica e gravura, reunindo pintores, escritores e cantores. A criação de cerâmica pintada também era um meio satisfatório de adquirir renda adicional para os estudiosos, já que esses objetos eram altamente valorizados na capital francesa. Essas reuniões russas eram compostas principalmente pelos pintores Ilia Repine, Vasily Polenov, Konstantin Savitski, Alexander Beggrov, Nikolai Dmitriev-Orenburgski, Pentaleon Schyndler, Alexei Harlamov e Mikhail Dolivo-Dobrovolski.
Durante esses anos, o pintor tentava todos os tipos de sujeito artistico para encontrar seu verdadeiro talento. Ele pinta cenas históricas (A prisão da huguenote, graças às quais ele obterá o título de acadêmico), naturezas-mortas, retratos e muitas paisagens normandas. Quando retornou de sua viagem, ele fez uma declaração decisiva para sua carreira: "Lá, eu tentei todos os tipos de pintura […] e cheguei à conclusão de que tenho principalmente talento para paisagens e cenas da vida cotidiana, que explorarei no futuro. "
No verão de 1874, o Ilia Repine e o Vassili Polenov seguiram o conselho do preceptor deles o Bogoliubov para ir à Normandia em busca de impressões espontâneas e trabalhar ao ar livre. Eles passaram vários meses na companhia de outros artistas russos em Veules-les-Roses num cenário que combinava falésias junto ao mar e ao campo. Seguindo a influência da Escola Barbizon, os pintores praticam atividades ao ar livre. Completou o seu trabalho europeu regressando a Paris, dedicando-se a temas históricos após este período importante na sua carreira de paisagens normandas. Suas pinturas refletem sua sensibilidade e delicadeza, combinando harmonia e apaziguamento, mas também nostalgia. Em finais da década de 1870, concentrou-se na pintura de paisagens na tradição realista de Alexei Savrasov e Fyodor Vasilyev.
A residencia européia do Vassili Polenov terminou prematuramente por causa da guerra servo-otomana. Em 1876, ele se juntou ao exército para apoiar as tropas contra o jugo otomano e em 1877 ele foi enviado para a frente como um pintor de guerra. Esta experiência inspirou-o no particular Cemitério Muçulmano (1876).

## O movimento dos ambulantes e o círculo de Abramtsevo
Depois de voltar da frente, o Polenov mudou-se para Moscou, agora livre de suas obrigações para com a Academia Imperial de Belas Artes. Naquela época, ele pintou muitas cenas da vida diária em que expressa a alegria de ter voltado para casa: Patio Moscovito (1878), que representa a vista do seu apartamento Troubnikovski no bairro do Arbat em Moscou . A representação da vida moscovita nesta pintura de 1978 suscitou desde a época um grande entusiasmo, o de uma representação renovada da vida cotidiana russa. A pintura foi comprada pelo Pavel Tretyakov e ainda está sendo estudada hoje em livros de história da arte. Longe de representações épicas, patéticas ou nostálgicas, comuns no estilo russo, o Vassili Polenov mostrou a vida de maneira luminosa, simples e harmoniosa.
Foi durante esse período que o trabalho dele foi descoberto pelo Vladimir Stassov, um defensor da sociedade itinerante de exposições (Ambulants), à qual ele aderiu. Este movimento artístico nasceu do desejo de romper com os temas impostos pela Academia para representar melhor as preocupações contemporâneas. Além disso, os membros promovem a acessibilidade da arte entre as pessoas e os povos, organizando exposições itinerantes (não se limitando aos centros artísticos de Moscou e São Petersburgo). Por sua pintura eminentemente realista, eles procuraram denunciar as condições de vida da população russa e promover maior alfabetização.
Durante esta década de 1880, ele começou a freqüentar o círculo de Abramtsevo. O nome vem da aldeia onde a propriedade do Savva Mamontov, industrial rico virou patrono por causa de sua fortuna e paixão pelas artes. Nesta área, se reuniram artistas de todas as esferas da vida e disciplinas artísticas. A essência deste lugar era dar liberdade para criar, livres de cânones estéticos acadêmicos. O Savva Mamontov baseia-se na arte tradicional e no folclore para animar seus workshops.
Haviá pintura, arquitetura, música, mas também artes decorativas e populares, como marcenaria e cerâmica. Além do Polenov, Repin, Viktor Vasnetsov, Constantin Korovin, Mikhail Vrubel, Elena Polenova (irmã mais nova de Polenov, aquarelista brilhante), Mikhail Nesterov, Maria Iakountchikova (futura cunhada do artista) …
Muitas pinturas sobre o motivo são criadas em Abramtsevo, o que lhe valeu o apelido de "Barbizon russo". O estilo neo-russo nasceu dentro do domínio, premissa do Art Nouveau nacional. Polenov pintou entre outros Abramtsevo, O Beco de Bétula no Parque, Em Barco (1880), La Voria (1881) e A Lagoa Superior em Abramtsevo (1882). É lá que ele conhece sua futura esposa, Natalia (1858-1931), irmã de Maria Iakountchikova.
Um teatro também foi projetado e o Vassili Polenov participou ativamente da criação de cenários e fantasias. O Polenov usou uma técnica bastante revolucionária para a época na composição da cenografia. Em vez de usar quadros deslizantes para perspectiva, ele usou apenas um pano de fundo, ele mesmo pintado em perspectiva.
Em 1881, o Polenov fez uma viagem ao Oriente Médio e ao Egito para trabalhar sobre o tema bíblico. Ele esperava encontrar detalhes da vida cotidiana e paisagens que o inspiraram a representar a vida de Cristo. Ele pintou muitas cenas da vida de Cristo, a mais famosa das quais é Cristo e a pecadora. Esta pintura é considerada como o trabalho de sua vida, tanto para sua carreira artística como para a realização de seus mais queridos desejos. Ele primeiro fez um estudo preparatório de tamanho real na mansão do Savva Mamontov em Moscou antes de pintar diretamente a quadro que fará parte da décima quinta exposição itinerante do inverno de 1887. Foi então o Alexandre III quem vai comprá-lo, tornando o pintor rico a partir desta venda.
De 1883 a 1895, Polenov lecionou na Escola de Moscou de Pintura, Escultura e Arquitetura. Seus alunos mais talentosos foram Abram Arkhipov, Isaac Levitan, Konstantin Korovin e Alexander Golovin. O artista foi muito importante para o ensino da técnica, sendo muito exigente na qualidade de cores e telas. Em 1893 ele se tornou membro da Academia de Belas Artes de São Petersburgo.

## A casa-museu, obra viva
No final da década de 1880, o Polenov sonhava com uma casa-museu no campo. Ele quer que seja um lugar de criação, educação, mas também um lugar onde ele possa expor as coleções arqueológicas e artísticas reunidas por sua família. Em 1889, ele fez uma estadia na vizinhança de Tarusa, a 130 km ao sul de Moscovo, com seu amigo e discípulo o Konstantin Korovine. Ele decidiu que estará lá, nas margens do rio Oka, que o sonho dele se tornará realidade. Graças à compra pelo czar Alexandre III de sua pintura de Cristo e da pecadora (1884) para a soma, enorme na época, de 30 000 rublos, ele comprou uma colina de areia com vista para o rio, não muito longe da pequena aldeia de Bekhovo.
A casa, construída seguindo o modelo da casa da sua infância em Imotchentsy, foi concluída em 1892. É um grande edifício de madeira de três andares. O estilo geral se aproxima da Art Nouveau, que ele mesmo chamava de "escandinava", misturando arquitetura românica e gótica, mas também ocidental medieval. Do lado de fora, a casa permanece muito original pela multiplicação de volumes e fachadas, variando o tamanho dos telhados e dad janelas. O piso térreo é ocupado por salas comuns (biblioteca, galeria de pintura, sala de jogos). Nos andares superiores estão as salas de estar, a oficina de Polenov e o escritório de sua esposa. Grandes aberturas estão dispostas para admirar a vista da Oka e Tarusa no momento. Desde então, as árvores plantadas pelo artista, seus filhos e camponeses locais fecham um pouco mais a vista, mas oferecem uma floresta densa e diversificada em espécies. Estes são principalmente pinheiros que cresceram nesta terra arenosa. Pouco a pouco são construídos anexos: um barracão, estábulos, uma casa para os trabalhadores, "o almirantado", destinado a abrigar os barcos, hoje a sala dedicada ao diorama, uma pequena isba para crianças, e finalmente a oficina final do Polenov, "a abadia", um grande prédio de tijolos também usado para performances teatrais. 
Seguindo a tradição humanista da família, os Polenovs se comprometem a melhorar o lote das populações da região. Atingidos pelo estado deplorável das escolas e pelas difíceis condições de vida dos professores, eles constroem duas escolas e organizam viagens culturais a Moscou para professores. Para atender às necessidades dos camponeses, eles também construíram uma igreja da qual Polenov é o arquiteto. As crianças das aldeias vizinhas são regularmente convidadas para apresentações teatrais dadas na área, "Velho Borok". Em 1918, após a Revolução, a casa-museu tornou-se o primeiro museu nacional e foi renomeada Polenovo com a morte do artista, em 1927. Seu nome oficial é hoje "Museu-Memorial de Artes e História e Reserva Natural Vassili Dmitrievich Polenov ".

## Simbologia em sua obra
Em um livro inteiramente dedicado à narrativa evangélica da ressurreição da filha de Jairo, o psicanalista Antonio Farjani interpreta a ressurreição da menina como um símbolo do surgimento da primeira lua cheia após o solstício de verão no Egito, associado ao início da inundação do rio Nilo. No quinto capítulo, ao analisar a premiada obra de Polenov sobre a ressurreição da filha de Jairo, de 1871, Farjani desvenda um verdadeiro códice de astronomia. O autor identifica com precisão os pontos cardeais, e cada personagem e objeto da cena a um diferente corpo celeste. São identificadas cinco constelações e uma nebulosa, num total de dezesseis corpos celestes individuais, desvendando uma simbologia astronômica até então desconhecida no mencionado quadro.